# Stetten, Bodensee
Stetten är den minsta kommunen (tyska Gemeinde) i Bodenseekreis i delstaten Baden-Württemberg i Tyskland. Folkmängden uppgår till cirka 1 000 invånare, på en yta av 4,3 kvadratkilometer.
Kommunen ingår i kommunalförbundet Meersburg tillsammans med staden Meersburg och kommunerna Daisendorf, Hagnau am Bodensee och Uhldingen-Mühlhofen.